# Jenner Institute

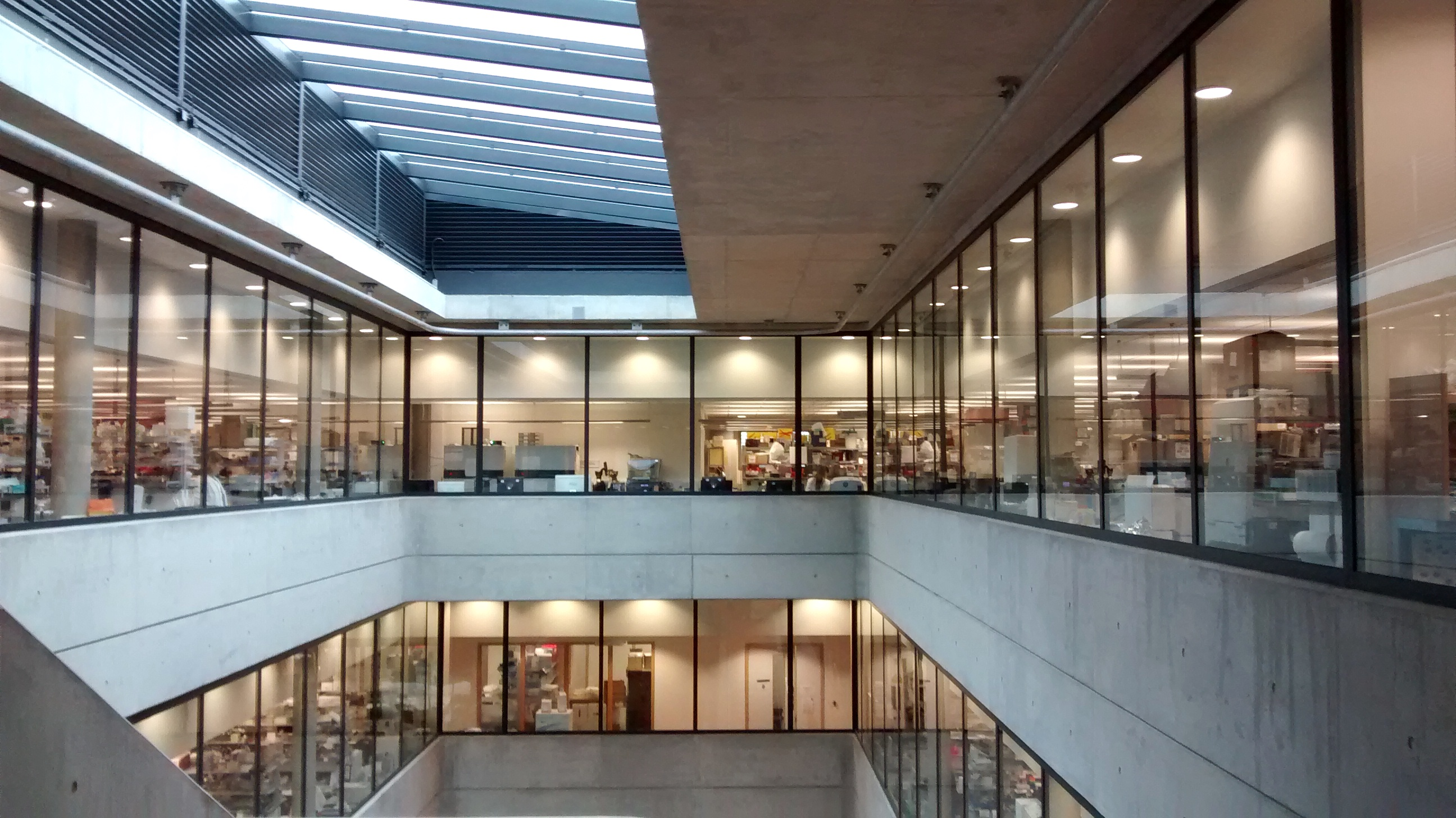
Laboratorien des Jenner Institute

Das Jenner Institute ist eine britische Forschungseinrichtung. Sie ist benannt nach Edward Jenner und forscht an Impfstoffen.

## Geschichte
Das Jenner Institute wurde 2005 in Kooperation mit dem Institute for Animal Health in Oxford gegründet. Pharmazeutisches Partnerunternehmen ist vor allem GlaxoSmithKline; weitere Förderung erfährt die Einrichtung unter anderem durch den Wellcome Trust und die Bill & Melinda Gates Foundation.
Das Institut betreibt Forschung auf dem Gebiet der Immunologie für die Human- und Veterinärmedizin. Im Jahr 2014 führte das Institut erste Versuche mit einem Ebola-Impfstoff durch. Ein weiterer Schwerpunkt der Arbeit ist die Arbeit an Impfstoffen gegen Malaria. Ein erstes Vakzin (Mosquirix) erhielt 2015 positive Einschätzungen der Europäischen Arzneimittel-Agentur.
Mit der pandemischen Ausbreitung des SARS-CoV-2-Virus im Jahr 2020 begann auch im Jenner Institute die Entwicklung eines Impfstoffes gegen die Krankheit. Grundlagen dafür waren bereits mit früheren Forschungen zu ähnlichen Virenstämmen geschaffen worden. Eine großangelegte Versuchsreihe mit dem experimentellen Vakzin ChAdOx1 nCoV-19 (neue Bezeichnung: Vaxzevria, zuvor AZD1222) mit mehr als 5000 freiwilligen Probanden ist im Mai 2020 angelaufen. Der AZD1222-Impfstoff wurde vom Jenner Institute in Zusammenarbeit mit der Oxford Vaccine Group entwickelt.
Ein bedeutender Durchbruch in der Malaria-Forschung gelang einem Forscherteam des Instituts im Jahr 2021. Das Malaria-Vakzin R21/Matrix-M, das sich in der Entwicklung befindet, bewies dabei in einer Versuchsreihe in Burkina Faso eine Wirksamkeit von 77 %.